# 오승민 (작가)
오승민(1974년 1월 31일~)은 대한민국의 그림책 작가이자 삽화가이다.
그녀는 <꼭꼭 숨어라>로 2004년 국제 노마콩쿠르 가작을 수상하였다. <못생긴 아기 오리>는 2007년 브라티슬라바 비엔날레에 선정되었고, 2009년에는 <아깨비의 노래>로 볼로냐 국제도서전 한국관 일러스트레이터로 선정되었다. 그림책 <앨리스의 이상한 헤어살롱>, <나의 독산동>, <찬다 삼촌> 등을 작업했고, 이 외에도 <명희의 그림책>, <오늘은 돈가스 카레라이스>, <나는 안중근이다>, <붉은신>을 그녀의 대표작으로 꼽는다.

## 생애
오승민은 1974년 1월 31일 대한민국 전라남도 영암에서 태어났다. 6살 때 경기도 성남으로 이사를 하여 유년시절을 보내고 세종대학교 회화과에서 동양화를 전공했다. 그녀는 그녀의 친구가 곧 태어날 아이를 위해 사둔 그림책들 중 존 버닝햄, 리즈벳 쯔베르거의 그림책을 보게 되었다. 이야기와 예술성이 살아있는 해당 작품들을 보고 그림책에 매력을 느끼게 되었고, 그림책을 통해 어린 시절에 느끼고 경험하고 상상했던 것은 어른이 되어서도 삶의 뿌리가 된다는 것을 알게 되었다고 한다. 잃어버렸던 작고 여린 세계를 마음에 불러일으키는 이야기를 만들고 싶어 그림책 작가의 꿈을 가지게 되었다고 전했다. 2002년, 한겨례 일러스트레이션 학교에서 6개월 과정의 그림책 수업을 듣고 그림책 <꼭꼭 숨어라>를 제작했다. 2004년 <꼭꼭 숨어라> 출간을 기점으로 현재까지 어린이책 일러스트레이터로 활동하고 있다. 현재 파주에서 거주하며 동화와 그림책 작업을 하고 있다.

## 경력
오승민은 2004년 첫 창작 그림책 <꼭꼭 숨어라>로 한국 안데르센 그림자상, 국제 노마 콩쿠르 가작을 받았다. 또한 <못생긴 아기 오리>로 2007 BIB 브라티슬라바 일러스트레이션 비엔날레에 출품되었다. 2009년에는 <아깨비의 노래>로 볼로냐 국제 도서전 한국관 일러스트레이터로 선정되었다. 2023년에는 ‘IBBY Selection of Outstanding Books for Young People with Disabilities’ 프로젝트에 <오늘은 돈가스 카레라이스>가 최종 도서 목록으로 선정되었다. 그녀는 그림책, 동화, 논픽션 등 다양한 장르와 스타일로 200여 작품에 그림을 그렸다.

## 스타일
오승민은 각 장르에 맞춰 다양한 스타일의 그림 작업을 보여준다. 그녀는 그림책에서 그림의 역할이 '이야기를 시각적으로 전달하는 안내자'라고 생각하며, 각 작품의 소재와 주제를 잘 살릴 수 있는 다양한 그림 스타일을 지향한다. 예시로 ADHD를 겪는 아이의 감정을 다룬 <오늘은 돈가스 카레라이스>는 컴퓨터 그래픽 작업으로 이루어졌다. 착한 아이 나쁜 아이를 나누는 흑백 관념 속에서 파란색을 강조하여 아이의 감정을 잘 표현한 연출로 가볍지 않은 주제를 탁월하게 다뤄내고 있다. <붉은신>은 동물 실험이라는 무거운 주제를 등장인물인 생쥐의 시선을 통해 보여주며, 삶과 죽음, 절망과 구원을 강렬한 색채로 표현했다. KBBY 추천 도서에 선정된 <나의 독산동>은 80년대 그 당시의 독산동의 모습을 그렸다. 거칠어 보이지만 따뜻한 동네 풍경을 오일파스텔과 물감으로 그려 다양한 삶의 모습을 보여준다.

## 수상
- 2023 IBBY Selection of Outstanding Books for Young People with Disabilities – 오늘은 돈가스 카레라이스[3]
- 2009 볼로냐 국제 도서전 한국관 일러스트레이터 선정 – 아깨비의 노래
- 2007 BIB 브라티슬라바 비엔날레 출품 – 못생긴 아기 오리
- 2004 국제 노마콩쿠르 가작 – 꼭꼭 숨어라
- 2004 한국안데르센그림자상 가작 – 꼭꼭 숨어라

## 작품
- 2022 붉은신 (만만한 책방) ISBN 979-11-89499-58-7
- 2022 전쟁에서 도망친 나무 (한울림어린이) ISBN 979-11-63931-19-5
- 2022 루호 (창비) ISBN 978-89-36443-23-8
- 2021 오늘은 돈가스 카레라이스 (한울림스페셜) ISBN 978-89-93143-94-2
- 2016 앨리스의 이상한 헤어살롱 (꽃숨) ISBN 978-89-5876-203-4
- 2004 꼭꼭 숨어라 (느림보) ISBN 9788958760016

## 글 작가와의 협업 작품
- 2020 연동동의 비밀 (창비) ISBN 9788936443108
- 2019 나의 독산동 (문학과지성사) ISBN 9788932035451
- 2019 나는 안중근이다 (위즈덤하우스) ISBN 978-89-6247-253-0
- 2008 명희의 그림책 (보림) ISBN 978-89-433-0720-2
  - 2011 MLAS TRAUMBAR (aracari verlag, Switzerland)
- 2007 빨강 빨강 무슨 빨강? (시공주니어) ISBN 978-89-527-5065-5
  - 2007 Rojo,rojo,que es rojo? (ALTEA, Mexico)
- 2007 쫓고 쫓기고 찾고 숨고 (웅진주니어) ISBN 978-89-01-06310-2
  - 2007 咚咚咚咚, 敲响科学的门 自然科学 动物的生存本领 (百花洲文艺出 版社, China) ISBN 9787550042704
- 2006 아깨비의 노래 (느림보) ISBN 89-5876-041-9
- 2005 못생긴 아기 오리 (웅진 주니어) ISBN 9788901049601